# Ettore Verga
Ettore Verga (Perugia, 8 giugno 1867 – Milano, 10 ottobre 1930) è stato uno storico italiano.
A Milano fu direttore dell'Archivio Storico Civico dal 1896 e direttore del Museo del Risorgimento dal 1912 al 1925.
Fu autore di numerose ricerche sulla storia di Milano.

## Opere
- Saggio di studi su Bernardo Bellincioni, poeta cortigiano di Lodovico il Moro, Milano, 1892
- Il municipio di Milano e l'inquisizione di Spagna, 1563, Milano, 1897
- La Camera dei mercanti di Milano nei secoli passati, Milano, 1917 (online su Archive.org)
- La famiglia Mazenta e le sue collezioni d'arte, Milano, 1918
- Un caso di coscienza di Filippo Maria Visconti, duca di Milano, 1446, Milano, 1919
- Bibliografia Vinciana: 1493-1930, Bologna, 1931 (postuma)
- Traduzione di Le Meraviglie di Milano, di Fra Bonvesino de la Riva, Casa Editrice L.F. Cogliati, Milano, 1921